# مانويل اونوو فيلافرانكا
مانويل اونوو فيلافرانكا (بالإسبانية: Manuel Onwu)‏ (11 يناير 1988 بتطيلة في إسبانيا - ) هو لاعب كرة قدم إسباني في مركز الهجوم. لعب مع أوساسونا ونادي تطيلانو ونادي دينامو تبليسي ونادي ليدا ونادي الزيرا ‏ وCD Iruña ‏.

## روابط خارجية
- مانويل اونوو فيلافرانكا على موقع Soccerway.com (الإنجليزية)
- مانويل اونوو فيلافرانكا على موقع AS.com (الإسبانية)